# I viaggi
I viaggi, conosciuto anche come Rihla, il cui titolo formale Un capolavoro di coloro che contemplano le meraviglie delle città e le meraviglie del viaggio (in arabo تحفة النظار في غرائب الأمصار وعجائب الأسفار‎?, Tuḥfat an-Nuẓẓār fī Gharāʾib al-Amṣār wa ʿAjāʾib al-Asfār), è il diario di viaggio scritto da Ibn Battuta, che documenta la sua vita di viaggi ed esplorazioni, che secondo la sua descrizione coprì circa 70000 mi.
Rihla è la parola araba per un viaggio o il diario di viaggio che lo documenta.

## Il testo
Dopo essere tornato a casa dai suoi viaggi e su commissione del governatore merinide del Marocco, Abu 'Inan Faris, nel 1354 Ibn Battuta dettò un resoconto del suo viaggio a Ibn Juzayy, uno studioso che aveva incontrato a Granada. Il resoconto è l'unica fonte delle avventure di Ibn Battuta. Il titolo completo del manoscritto può essere tradotto come Un dono di gran pregio per chi vuol gettar lo sguardo su città inconsuete e peripli d'incanto (in arabo تحفة النظار في غرائب الأمصار وعجائب الأسفار‎?, Tuḥfat al-Nuẓẓār fī Gharāʾib al-Amṣār wa ʿAjāʾib al-Asfār). Comunque l'opera è semplicemente conosciuta con il nome di I viaggi (الرحلة, Rihla).

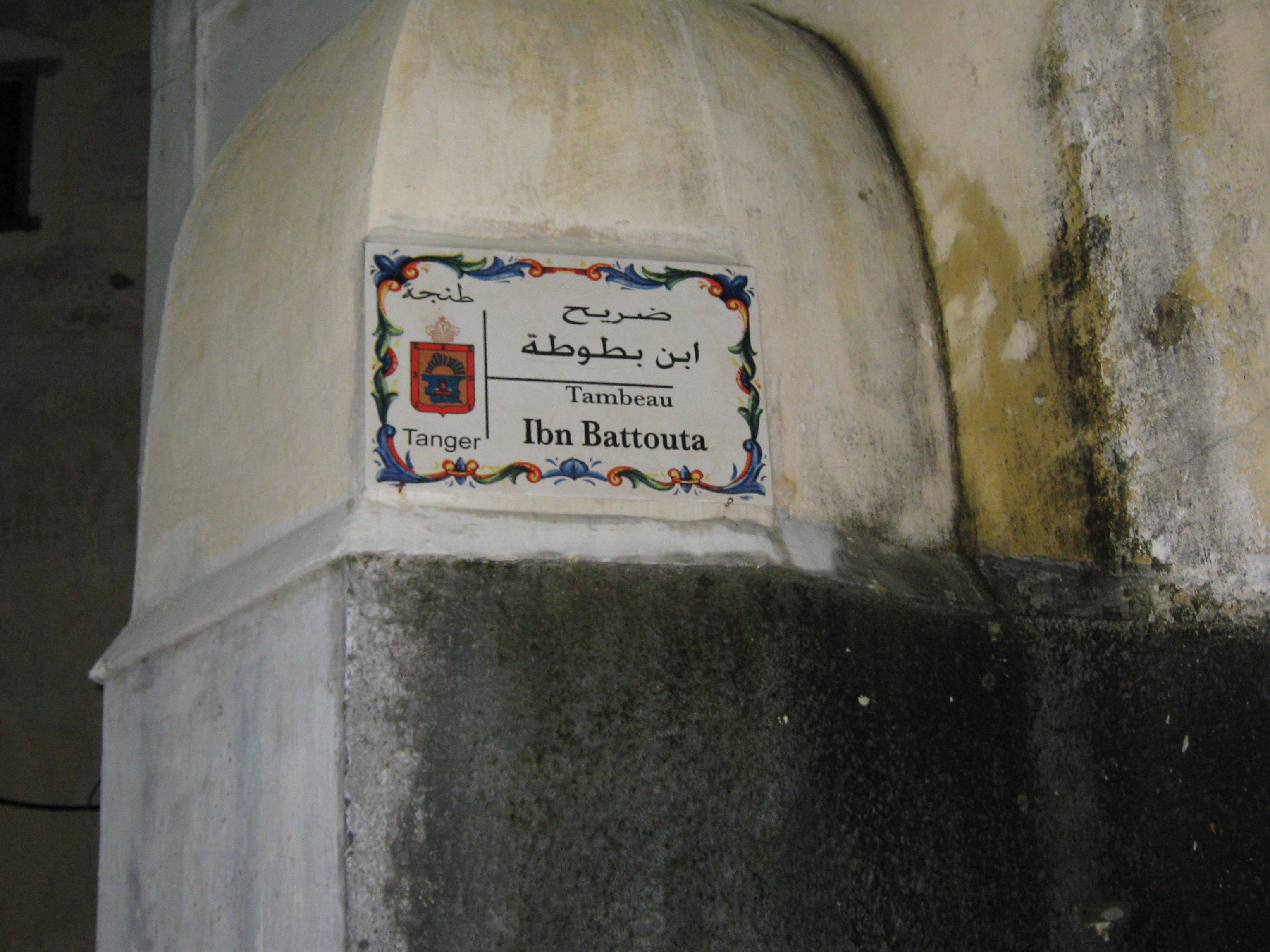
Casa nella Medina di Tangeri, possibile luogo di sepoltura di Ibn Battuta.

Non abbiamo nessuna testimonianza sul fatto che Ibn Baṭṭūṭa scrivesse qualche nota o che tenesse un diario durante i 29 anni in cui viaggiò. Quando si mise a dettare il resoconto delle sue esperienze dovette far affidamento sui suoi ricordi e sui manoscritti prodotti da viaggiatori precedenti. Ibn Juzayy non ammise le sue fonti e presentò alcune delle prime descrizioni come osservazioni personali di Ibn Baṭṭūṭa.
Quando descrive Damasco, La Mecca, Medina e altri luoghi del Medio Oriente, si nota chiaramente che Ibn Battuta copia dei passaggi dal resoconto dell'andaluso Ibn Jubayr che scrisse 150 anni prima. Allo stesso modo, molte delle descrizioni dei luoghi in Palestina di Ibn Juzayy furono copiate da un resoconto del viaggiatore Muhammad al-Abdari del XIII secolo.
Gli studiosi non credono che Ibn Battuta abbia visitato tutti i posti che ha descritto e sostengono che per fornire una descrizione comprensibile dei luoghi nel mondo musulmano, si sia basato su testimonianze orali e abbia fatto uso di resoconti di viaggiatori precedenti. Per esempio, è cosa molto strana che Ibn Battuta abbia fatto un viaggio fino al fiume Volga passando per Saraj e Bolğar. Oltre a ciò ci sono molti dubbi su altri viaggi che fece, come quello verso Ṣanʿāʾ in Yemen, l'itinerario da Balkh a Bastam nel Khorasan o quello in Anatolia. L'affermazione di Ibn Battuta che un marocchino chiamato Abū l Barakāt il Berbero abbia convertito le Maldive all'islam, è contraddetta dal Tarīkh, la storia ufficiale delle Maldive, nella quale si sostiene che queste isole si convertirono all'islam dopo i miracoli di un uomo di Tabrīz, chiamato Mawlanā Shaykh Yūsuf Shams al-Dīn. Alcuni studiosi hanno messo in dubbio se abbia visitato davvero la Cina. Ibn Baṭṭūṭa avrebbe plagiato le intere sezioni delle descrizioni della Cina da opere di altri autori come Masālik al-absār fī mamālik al-amṣār di Shihāb al-ʿUmarī o Sulaymān al-Tājir, 'Ata Malik Juwayni, Rashid al-Din Hamadani e dall'opera il Romanzo di Alessandro. Inoltre gli scritti di Ibn Baṭṭūṭa e Marco Polo condividono molte sezioni e temi, e anche qualche stesso commentario. È strano anche che il terzo califfo Uthman abbia lo stesso nome di un uomo che Ibn Baṭṭūṭa incontrò in Cina.
In ogni caso, anche se la Riḥla non è completamente basata sulla testimonianza personale dell'autore, essa fornisce un importante resoconto del mondo del XIV secolo. Per l'importanza e vastità delle sue esplorazioni geografiche, Ibn Baṭṭūṭa è considerato il Marco Polo del mondo islamico. Il suo viaggio è anche un resoconto della realtà sociale e religiosa dell'islam nella sua epoca. Il testo della Riḥla ha anche un aspetto agiografico in quanto sono trattate numerose vicende di santi e maestri sufi.
A Ibn Baṭṭūṭa capitò spesso di avere uno shock culturale in quelle regioni in cui i costumi locali delle persone recentemente convertite non si addicevano ai musulmani ortodossi. Tra i Turchi e i Mongoli, rimase colpito dalla libertà e rispetto delle donne e osservò che nel vedere una coppia turca in un bazar si poteva presupporre che l'uomo fosse il servo della moglie, quando in realtà era suo marito. Inoltre affermò che l'abbigliamento tradizionale maldiviano e di qualche regione sub-sahariana in Africa era troppo scollato.
Dopo il viaggio e il completamento dell'opera Riḥla nel 1355, si sa molto poco della vita di Ibn Baṭṭūṭa. Fu nominato giudice in Marocco e morì nel 1368 o 1369.
L'opera di Ibn Baṭṭūṭa rimase sconosciuta al di fuori del mondo musulmano fino al XIX secolo, quando il viaggiatore ed esploratore tedesco Ulrich Jasper Seetzen (1767-1811) acquistò una collezione di manoscritti vicino-orientali. Tra questi c'era un volume di 94 pagine che conteneva una ridotta versione del testo di Ibn Juzayy. L'orientalista tedesco Johann Kosegarten nel 1818 pubblicò tre estratti. Nell'anno successivo venne pubblicato un quarto estratto. Su queste pubblicazioni l'orientalista Silvestre de Sacy scrisse una lunga critica pubblicata nel Journal de Savants.
Tre copie di un altro manoscritto ridotto vennero acquistate dal viaggiatore svizzero Johann Burckhardt e poi donate all'università di Cambridge. Burckhardt diede una breve panoramica del loro contenuto in un libro che fu pubblicato postumo nel 1819. Il testo arabo venne poi tradotto in inglese dall'orientalista Samuel Lee e pubblicato a Londra nel 1829.
Negli anni 30 dell'Ottocento, durante l'occupazione francese in Algeria, la Biblioteca Nazionale (BNF) di Parigi acquistò cinque manoscritti dei viaggi di Ibn Baṭṭūṭa. Due di questi erano completi, un altro manoscritto, datato 1356, invece contiene solo la seconda parte del lavoro e si ritiene che l'autografo sia Ibn Juzayy. Questi manoscritti vennero utilizzati nel 1843 dall'orientalista franco-irlandese Baron de Slane per produrre una traduzione in francese del viaggio che Ibn Battuta fece in Sudan. Anche gli studiosi francesi Charles Defrémery e Beniamino Sanguinetti studiarono questi manoscritti. Agli inizi del 1853 i due pubblicarono una serie di quattro volumi contenenti un'edizione critica del testo arabo, insieme a una traduzione in francese. Nell'introduzione Defrémery e Sanguinetti elogiarono le annotazioni di Lee, ma criticarono la sua traduzione perché mancante di precisione, anche nei passaggi più semplici.
Nel 1929, esattamente un secolo dopo la pubblicazione della traduzione di Lee, lo storico e orientalista H.A.R. Hamilton Gibb pubblicò una traduzione in inglese di specifiche parti del testo arabo di Defrémery e Sanguinetti. Gibb propose alla società Hakluyt nel 1922 la sua idea di tradurre e commentare l'intera Rihla in inglese. La sua intenzione era quella di dividere il testo tradotto in quattro volumi, ognuno dei quali corrispondeva a uno dei volumi pubblicati da Defrémery e Sanguinetti. Il primo volume fu pubblicato nel 1958. Gibb morì nel 1971, quando aveva completato solo i primi tre volumi. Il quarto volume fu preparato da Charles Beckingham e venne pubblicato nel 1994. Ad oggi il testo di Defrémery e Sanguinetti è stato tradotto in molte lingue.

## Mappa dei viaggi

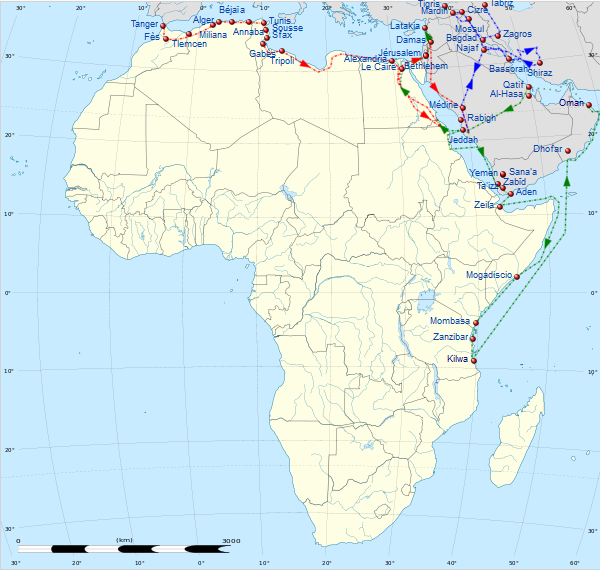
Itinerario di Ibn Baṭṭūṭa 1325–1332 (Nord Africa, Iraq, Persia, Penisola araba, Somalia, costa swahili).
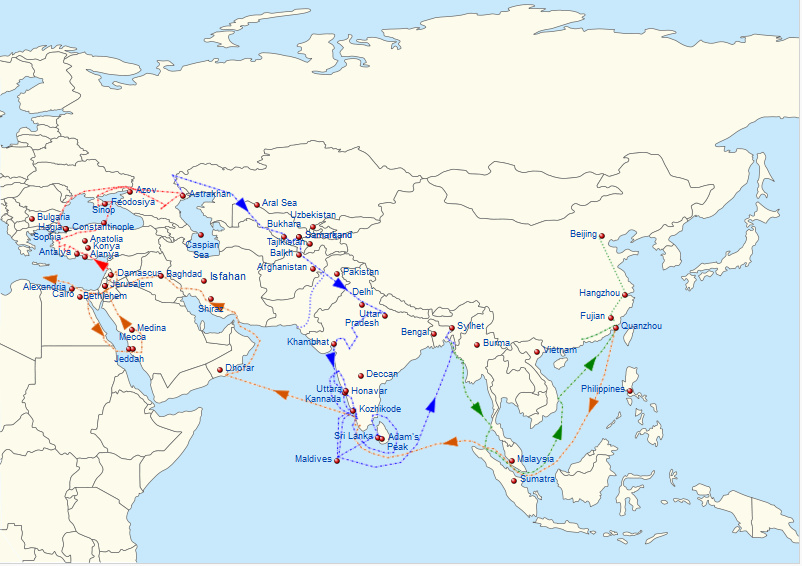
Itinerario di Ibn Battuta 1332–1346 (Mar Nero, Asia centrale, India, sud-est asiatico e Cina).
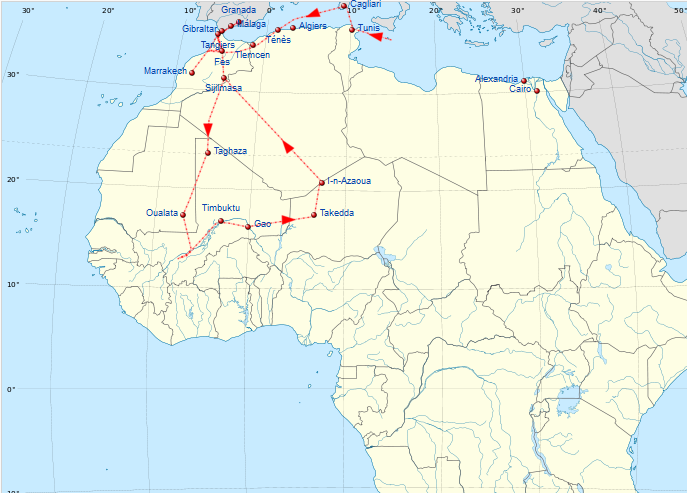
Itinerario di Ibn Battuta 1349–1354 (Nord Africa, Spagna, Italia e Africa occidentale).

## Edizioni
- Ibn Battuta, I viaggi, traduzione di Claudia M. Tresso, Torino, Einaudi, 2008, ISBN 9788806239435, SBN UBO3483057.

## Curiosità
Il pallone utilizzato per il Campionato mondiale di calcio 2022 prodotto da Adidas era chiamato proprio "Al-Rihla", con riferimento ai numerosi viaggi di esplorazione e di studio (anche in ambito di scambio culturale) che hanno interessato l'Oriente nei secoli.